# 外颈属
外颈属（学名：Episthmium）为棘口科的一个属。现已并入棘隙属（Echinochasmus Dietz, 1909）。

## 下属物种
本属包括以下物种：
- 囊居外颈吸虫 Episthmium bursicola (Creplin, 1837) Lühe, 1909
- 中形外颈吸虫 Episthmium intermedium Skrjabin,1919